# 单杏花
单杏花（1974年3月—），江西婺源人，中华人民共和国信息技术专家。单杏花是中国铁路客票系统的技术带头人，被誉为12306系统的“最强大脑”。现时为中国铁道科学研究院集团有限公司首席研究员、中国铁路12306科创中心副主任，硕士生导师。

## 生平
单杏花1974年3月出生于江西省上饶地区婺源县思口镇的一个普通家庭。家里有兄弟姐妹四人，她排行第三。单杏花在当地农村完成小学学业，1985年考上了思口镇唯一的中学，1988年再考上婺源二中。1991年高中毕业后，单杏花考取了西安工业学院计算机应用专业，学业成绩优异。1996年，考取华东交通大学交通信息工程及控制专业。
1996年，中国铁路客票发售和预订系统研发项目启动。由于专业人才紧缺，刚就读研究生没几天的单杏花便被抽调到北京铁科院参与该项目的研发推广工作，由此开启她的职业生涯。同年12月底，单杏花会同其他抽调自华东交大的师生，被派往九江站推广客票系统的1.0版本。在他们的努力下，系统在九江站顺利上线运行，实现该站从手工售票向计算机售票的转变。1999年，单杏花研究生毕业，留在了铁科院电子所，继续从事客票系统研发工作。
2002年，单杏花成为铁科院电子所助理研究员。2005年，单杏花主持铁路客票系统5.0版本的设计、研发和推广工作。2007年，她成为铁科院电子所副研究员。2012年，单杏花毕业于中国铁道科学研究院交通运输规划与管理专业，获工学博士学位，同时成为铁科院电子所研究员。
2010年前后，单杏花和她的团队开始研发中国铁路新一代客票系统。2011年，铁路12306网站正式上线，标志着中国铁路告别传统售票模式，进入电子售票时代。2012年春运期间，12306网站访问超负荷导致崩溃，引来大量批评。单杏花及团队便在该年开始系统架构调整工作。2019年春运期间，单杏花和团队研发的“候补购票”功能上线。
单杏花是中共十九大代表。2024年，她被西南交通大学聘为兼职教授。

## 荣誉
单杏花主持参与的项目曾获得多项荣誉，其中，“中国铁路客票发售和预订系统”曾获国家科学技术进步奖一等奖。她还获得2012年火车头奖章、2013年全国三八红旗手、2015年詹天佑铁道科学技术奖青年奖、2016年茅以升突出贡献奖、2019年中华全国铁路总工会的“全国铁路巾帼标兵”与“全国铁路先进女职工”等荣誉。2019年，单杏花获新中国“最美奋斗者”荣誉称号。2024年，单杏花获中宣部授予“时代楷模”称号。